# Matías Colsada
Matías Yáñez Jiménez, conegut com a Matías Colsada (Madrid, 1910 o 1912 - † Barcelona, 23 de març de 2000) va ser un empresari teatral espanyol, amb una gran activitat a Barcelona.

## Biografia
Matías Colsada és considerat el pare de la revista musical espanyola. Hi ha divergències en la data de naixement, entre 1908 i 1912, a Madrid en el si d'una família acomodada (son pare tenia una fàbrica de mobles). Mentre treballava de fuster a la fàbrica familiar, estudià música (percussió) al conservatori, i va passar aviat a integrar-se en orquestres i a actuar com a cantant de tangos en teatres com el Novedades, Pavón, Eslava i la Sala Satán de Madrid. També treballà en el circ i aviat es dedicà a ésser representant d'artistes i empresari de companyies d'afeccionats, on també actuava.
El 1940, acabada la Guerra civil espanyola, es va fer càrrec de la gestió del Teatro Principal de Saragossa i va formar-ne la companyia. Va ésser propietari del Teatre Apol·lo de Barcelona i del Monumental, el Teatro Español i el Teatro de La Latina, tots tres a Madrid, i el Princesa i Olimpia de Sevilla, i va arribar a formar i dirigir onze companyies de revista, de sarsuela, d'òpera, circ i teatre. En aquests teatres va descobrir i potenciar artistes com Lina Morgan, de qui es considerava el descobridor, Concha Velasco, Trudi Bora, Gracia Imperio, Queta Claver, Carmen de Lirio o Tania Doris, com també Luis Cuenca i Pedrito Peña. La seva etapa de més èxit va ser durant els anys cinquanta i seixanta, quan es va popularitzar la cançó de les Las alegres chicas de Colsada, que servia per promocionar els seus espectacles.
Va començar a treballar a Barcelona el 1946 i s'hi va instal·lar, vivint-hi la major part del temps. El 1949 es va casar a Saragossa i la seva esposa, Aurelia Buj, s'hi quedà mentre Colsada vivia a Barcelona, on va produir més de seixanta espectacles fins al 2000. El 1969 va descobrir Tania Doris, de setze anys, amb qui després va començar una relació sentimental i una convivència que va continuar fins a la seva mort.
Va morir inesperadament en un restaurant, sense haver fet testament. Després del funeral al tanatori de les Corts, fou sebollit al cementiri de La Almudena (Madrid). Immediatament començà un plet per la seva herència, a la que aspiraven la seva vídua, Tania Doris (parella de fet no reconeguda de l'empresari) i dues dones que van al·legar ésser-ne filles il·legítimes. En 2014, el Tribunal Superior de Justícia de Catalunya va reconèixer els drets de Tania Doris a una part de l'herència, per haver contribuït durant 32 anys a l'èxit empresarial de Colsada.